# Fragaria (Washington)
Fragaria es un área no incorporada ubicada en el condado de Kitsap en el estado estadounidense de Washington.

## Geografía
Fragaria se encuentra ubicado en las coordenadas 47°27′8″N 122°31′8″O / 47.45222, -122.51889.